# 林巴赫 L550E
林巴赫 L550E（德語：Limbach L550E）是一款德国飞机发动机，由德国柯尼希斯温特的林巴赫飞行器（Limbach Flugmotoren）设计和生产。

## 设计和生产[1][2]
L550E 是一款风冷水平对置四缸二冲程汽油发动机主要用于航空模型和无人机，在 7500 rpm 时可产生 37 kW（50 hp）的功率，可直接或齿轮驱动螺旋桨。它采用单个磁电机点火，有四个化油器，并通过混合油润滑，矿物油的燃油比为 25:1，合成油比例为 50:1。排气量548cm³。
该发动机最初由 Limbach 于 1987 年开发，用于机动滑翔机和超轻型飞机，如AMF Chevvron 2-32或Fisher Horizon 。

## 规格

### 一般规格
类型：四缸二冲程航空发动机
性能 ：37千瓦（50马力），7500转/分
缸径：66毫米/2.60英寸
行程：40毫米/1.57英寸
排量：548立方厘米/33.44立方英寸
曲轴箱： 铸造铝
曲轴： 冲压锻造，七件套
活塞： 凸轮研磨，铸造铝合金
气缸： 铸造铝合金，尼西尔涂层气缸
点火系统： 固态磁电点火装置
点火顺序 两个逆向的气缸同时点火，180度偏移
化油器：4个隔膜式全位置化油器
干重约16公斤
燃料： 航空煤油 100LL ，或者 90 无铅汽油 与适当的机油混合，比例为1:25或1:50 (使用合成油)
可选设备：
带散热片的气缸(+ 1.2 kg)
1 屏蔽式点火系统排气管道
启动器：12/24伏，0.3千瓦
发电机：28V，1200W
2屏蔽式点火系统排气管
启动器12/24伏，0.3千瓦
发电机28V，1200W

### 其它
振动水平：径向振动零
气室冷却：冲压空气
转子冷却：冲压空气
旋转方向：逆时针（从螺旋桨安装方向看）
点火系统：非接触式磁电机
螺 旋 桨：28 - 20

## 仿制型号

### 中国
由北京Beijing Micropilot Uav Control System Ltd仿制，仿制名称为MDR-208。

### 伊朗[3]
至少从2014年开始，伊朗的MADO公司已经在市场上销售了北京Micropilot Uav控制系统有限公司MDR-208发动机的复制品 MADO的产品可能被称为Serat-01。 MADO的引擎被用于伊朗的见证者-136无人机。

## 应用
无人机的出现使 L550E 成为其重量和尺寸级别中最受欢迎的产品之一。在胡塞武装无人机残骸中发现发动机后，德国情报部门禁止该公司出口该发动机，这导致了中国和伊朗的仿制品出现。无人机引擎的流行是由于每 1 kW 功率的重量非常轻，以及内置 1.2 kW 发电机。相比之下，另一种流行的无人机引擎是Rotax 912，用于像Bayraktar这样的无人机TB2虽然功率高出2倍，但功率重量比为0.98 kW/kg，而L550E达到2.3 kW/kg。这是因为 Limbach 设计师能够在 L550E 发动机的许多部件中使用轻质铝材。
由于伊朗飞机制造工业公司 HESA的无人机在包括Shahed 136、Arabil和Qods Mohajer在内的各种无人机中大量使用，该发动机获得了极大的声誉。该引擎还用于以色列大型侦察无人机IAI Searcher（在俄罗斯以 Forpost 品牌授权生产）。该引擎使2米大、重约 200 公斤的Shahed 136无人机能够在达到 150-180 公里/小时的速度，及最大2000km的航程。